# Winand Theodor von Wylre
Winand Theodor von Wylre (* 25. Oktober 1665 in Heerlen; † 25. April 1717 in Aachen) war Schöffe und Bürgermeister der Reichsstadt Aachen.

## Leben
Winand Theodor von Wylre wurde am 25. Oktober 1665 in Heerlen geboren. Seine Eltern waren der Aachener Schöffe Johann Wilhelm von Wylre (1614–1686) und dessen Frau Johanna Margareta von Quadt († 1717).
Winand Theodor von Wylre wurde zum Schöffen gewählt, obwohl er nicht, wie es die Regel vorsah, in Aachen geboren worden war. In welchem Jahr diese Wahl stattfand, ist nicht überliefert. 1685 trat er der Sternzunft bei, der Standesvertretung der Aachener Schöffen, und 1692 ist er das erste Mal urkundlich als Schöffe bezeugt. 
1713 wurde von Wylre zum Schöffenbürgermeister der Stadt Aachen gewählt. Obwohl er erklärte, die Wahl aus verschiedenen Gründen nicht annehmen zu können, und nicht zu der für den 25. Mai vorgesehenen Vereidigung erschien, bestand der Rat auf seiner Wahl. Schließlich wurde von Wylre am 10. Juni vereidigt. 1715 wurde er ein zweites Mal gewählt.
Winand Theodor von Wylre starb am 25. April 1717 und wurde am 27. April in der Kirche St. Paul des Dominikanerklosters Aachen bestattet.